# Укрнафта
«Укрна́фта» (укр. «Укрнафта») — крупнейшая нефте- и газодобывающая компания Украины (добывает порядка 62 % нефти и 6 % газа, на 2019 г.).
Газоперерабатывающие заводы «Укрнафты» являются крупнейшими украинскими производителями сжиженного газа.
ОАО «Укрнафта» образовано 31 марта 1994 года путём корпоратизации производственного объединения «Укрнафта». 50 % + 1 акция «Укрнафты» принадлежит государственной компании НАК «Нафтогаз Украины», 42 % акций контролирует группа «Приват».
Название образовано из слов укр. Українська нафта («Украинская нефть»).
Реализация нефтепродуктов производится через сеть из 537 АЗС (крупнейшая в стране) в 24 регионах Украины.
Компания первой среди украинских предприятий вышла на международный фондовый рынок, осуществив в 1999 году программу выпуска Американских депозитарных расписок первого уровня (ADR 1), депозитарий — Bank of New York.
Являлась владельцем футбольного клуба «Нефтяник-Укрнафта». Со 2 августа 2018 года футбольный клуб находится в процедуре банкротства.

## История
Наивысший уровень добычи нефти на Украине был достигнут в 1972 году (14,5 млн тонн), а газа — в 1975 и 1976 годах (по 68,7 млрд куб. г.). В следующих годах добыча углеводородов снижалась из-за исчерпания уже открытых месторождений и сокращения объёмов геологоразведочных работ в связи с концентрацией средств на открытие уникальных по запасам нефтяных и газовых месторождений в Западной Сибири.
Нефтепоисковые работы на Западной Украине значительно интенсифицировались после разработки технологии разделения нефти на фракции.
На середину 2010-х «Укрнафта» переживала трудные времена. Много лет подряд снижалась добыча нефти и газового конденсата (с 2009 года этот показатель упал на треть – с 2,8 до 1,8 млн тонн в год). Имело место сильное противостояние между основными акционерами компании — частными и государством: до 2015 года большинство акций государственной нефтяной компании принадлежали государству (50 % + 1 акция), однако структуры Игоря Коломойского с меньшим пакетом (около 42 %) фактически руководили «Укрнафтой». В марте 2015 года Верховная Рада внесла изменения в закон об акционерных обществах — депутаты снизили кворум, необходимый для проведения собрания акционеров с 60 % до 50 %+1 акция, что позволило государству взять фактический контроль над компанией «Укрнафта». Против такого решения резко выступил предприниматель и на тот момент председатель Днепропетровской областной государственной администрации И. Коломойский; государство попыталось сменить руководство «Укрнафты», вспыхнуло силовое противостояние за контроль над предприятием, и после нескольких дней противостояния Коломойский был освобождён от должности главы Днепропетровской области. Миноритарные акционеры решили судиться с государством в международных судах; в апреле 2018 года Лондонский международный арбитражный суд вынес решение в споре по иску связываемых с И. Коломойским миноритарных акционеров «Укрнафты» против «Нафтогаза» и постановил, что спорные положения акционерного соглашения относительно избрания руководства «Укрнафты» не подлежат исполнению.
22 октября 2015 года, в рамках взыскания задолженности по налоговым обязательствам, Государственная фискальная служба Украины описала имущество, включая недвижимость, газоперерабатывающие заводы, скважины и товарную продукцию компании «Укрнафта» на сумму 9,278 млрд гривен. При этом компания несколько раз едва не лишилась своих лицензий.
На 2016 г. компания добывала порядка 70 % нефти и 8 % газа в стране.
По состоянию на 2019 год компания эксплуатирует 2783 нефтяных и газовых скважин, расположенных на территории двух нефтегазоносных регионов Украины, которые охватывают Львовскую, Ивано-Франковскую, Черновицкую, Сумскую, Черниговскую, Полтавскую, Харьковскую и Днепропетровскую области,
обеспечивая добычу свыше 62,3 % нефти с газовым конденсатом и 5,7 % газа от общей добычи углеводородов на Украине.

## Руководство
25 февраля 2011 года акционеры назначили главой правления компании генерального директора Renaissance Capital Ukraine Питера Ванхекке. 
С 21 июля 2015 года по 30 апреля 2019 г. компанией руководил британец Марк Роллинс.
С 1 мая 2019 г. обязанности председателя правления исполняет Олег Гез.